# Mille Miglia Storica
Pour les articles homonymes, voir Mille Miglia et Rallye des 1000 Miles.
La Mille Miglia Storica (1000 Milles historique, en italien) est une des plus célèbres courses de voiture de collection du monde, créée en 1977, entre Brescia et Rome, en hommage à la course automobile mythique Mille Miglia courue entre 1927 et 1957,,.

## Histoire
La Mille Miglia (ou 1000 Milles) était une des courses automobiles les plus célèbres et prestigieuses du monde, concurrente du Grand Prix automobile d'Italie, courue entre 1927 et 1957, sur une boucle de 1005 milles (environ 1 618 km) entre Brescia et Rome, avec les marques de voiture de compétition les plus prestigieuses et les pilotes les plus célèbres de l'époque,. 

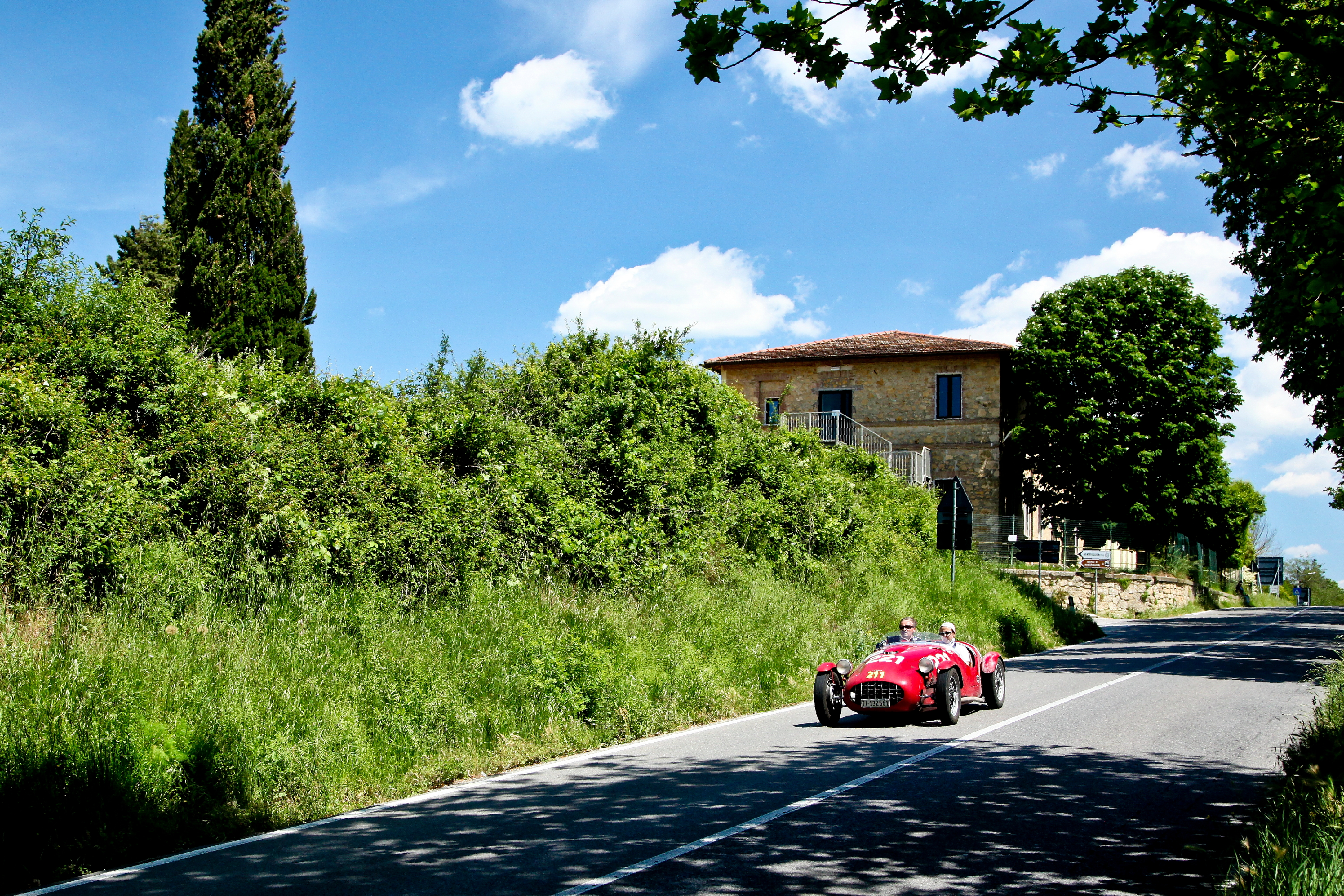
Ermini 1100
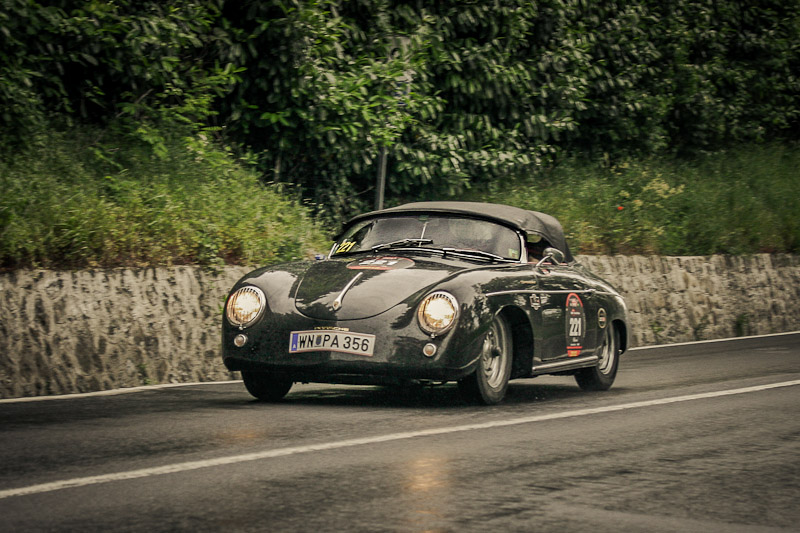
Porsche 356 speedster
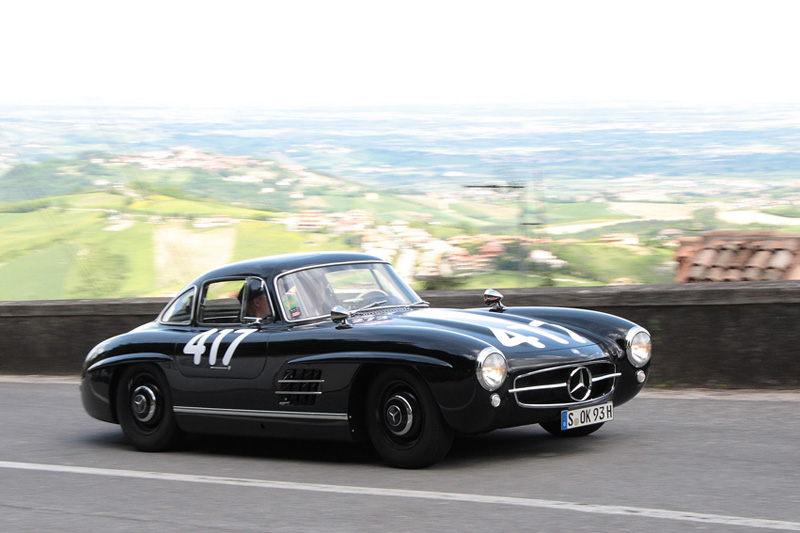
Mercedes-Benz 300 SL

Le Rallye des 1000 Miles est créé en 1977, en parallèle de cette course de voiture historique « Mille Miglia Storica », en mémoire de la compétition automobile d'origine, avec environ 400 voitures de course de collection parmi les plus emblématiques de l'histoire de l'automobile, ,. 

Quelques modèles
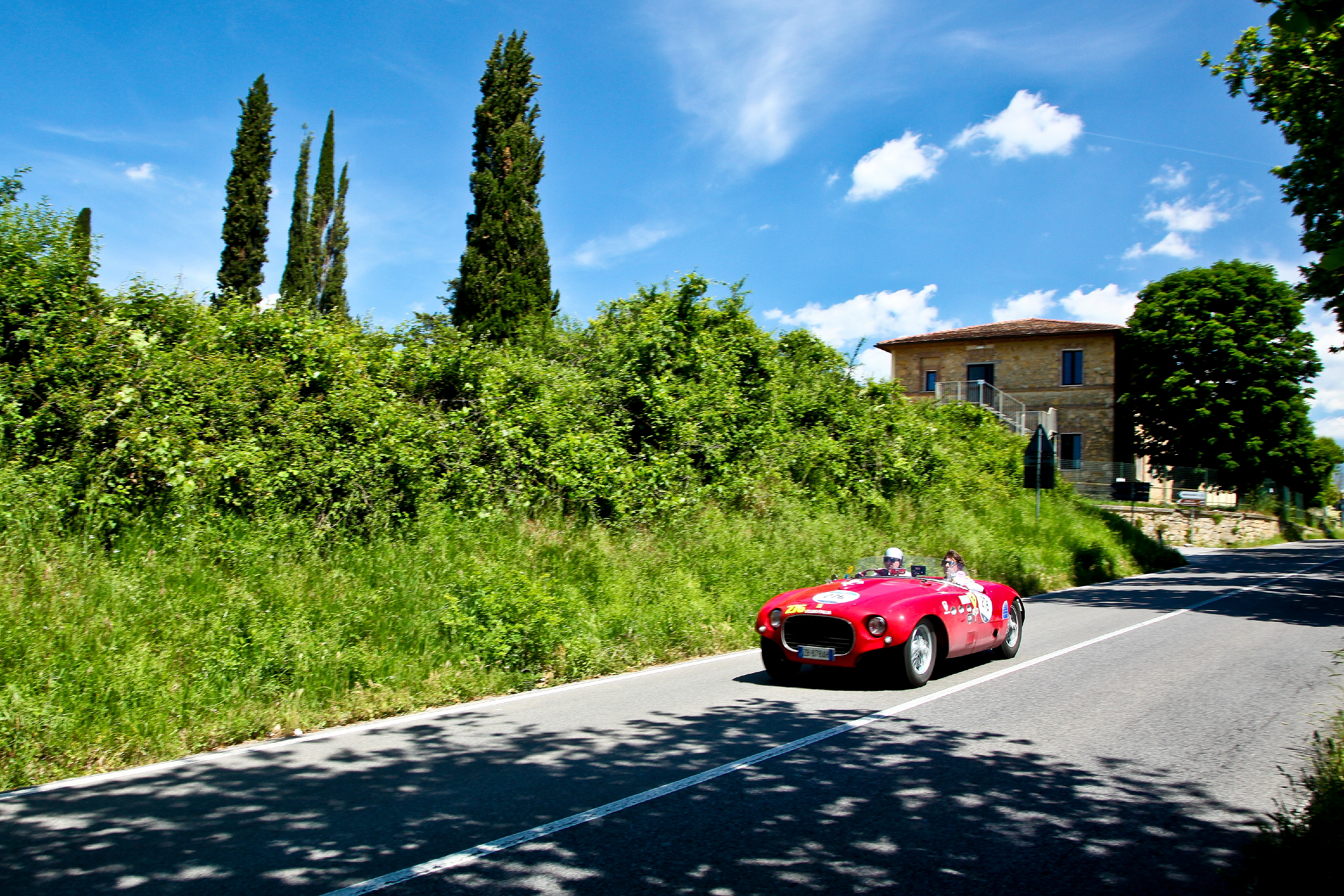
Ferrari 250 MM spider
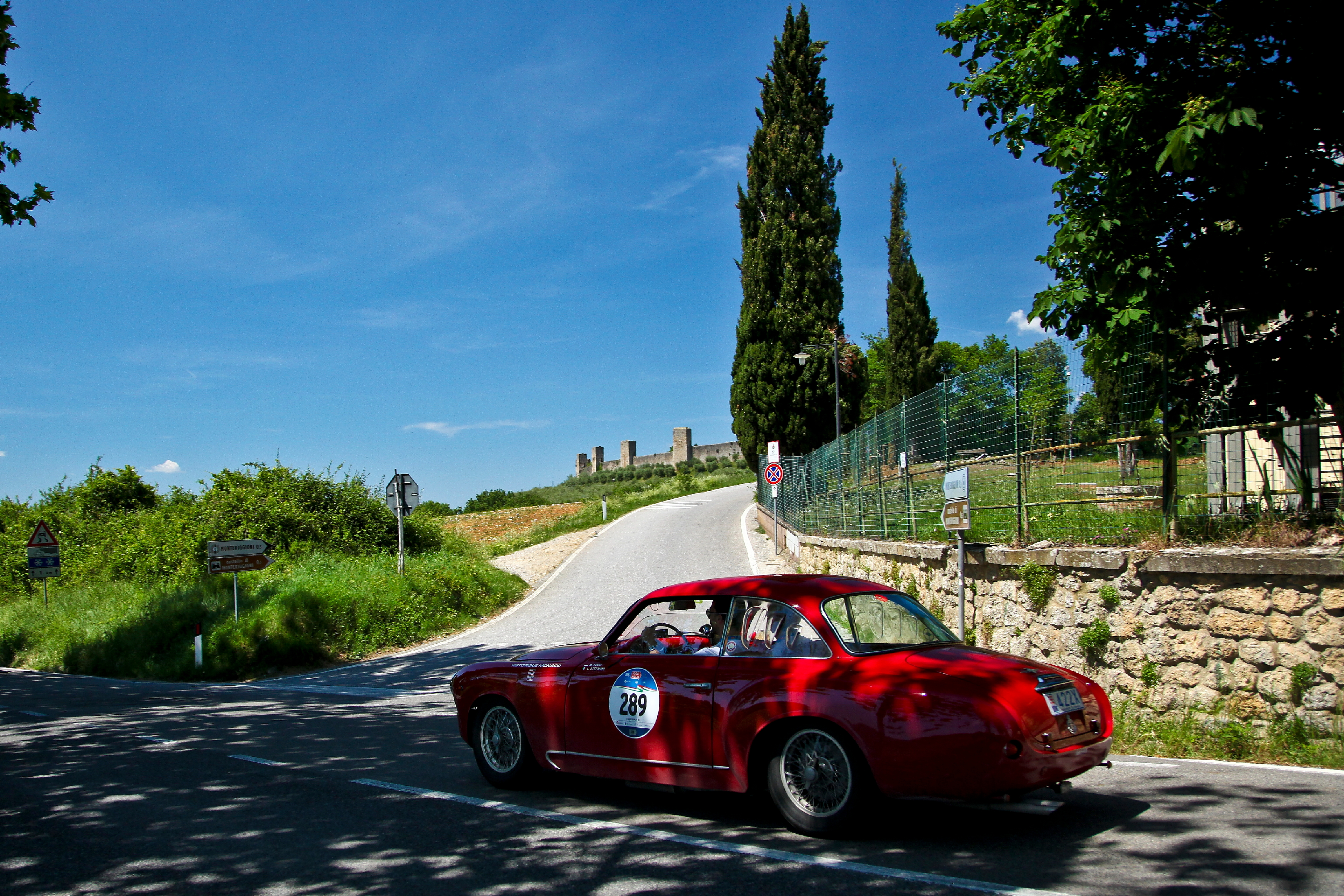
Alfa Romeo 1900 C Touring
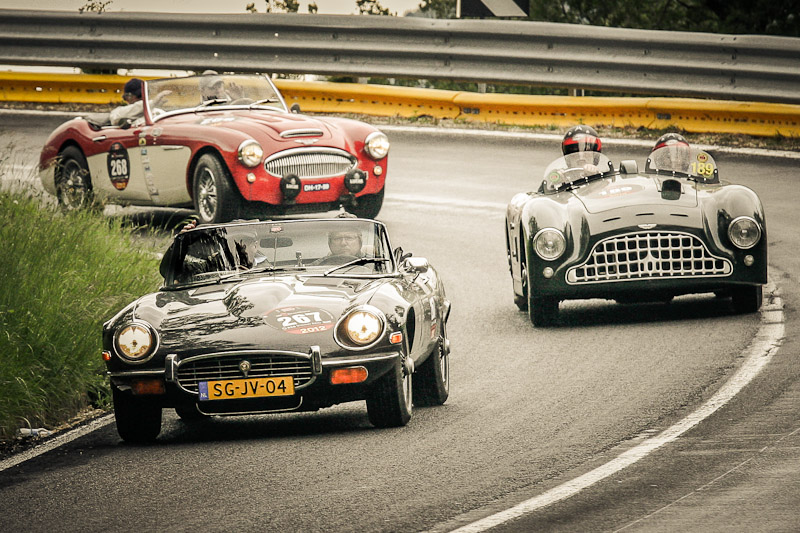
Jaguar Type E
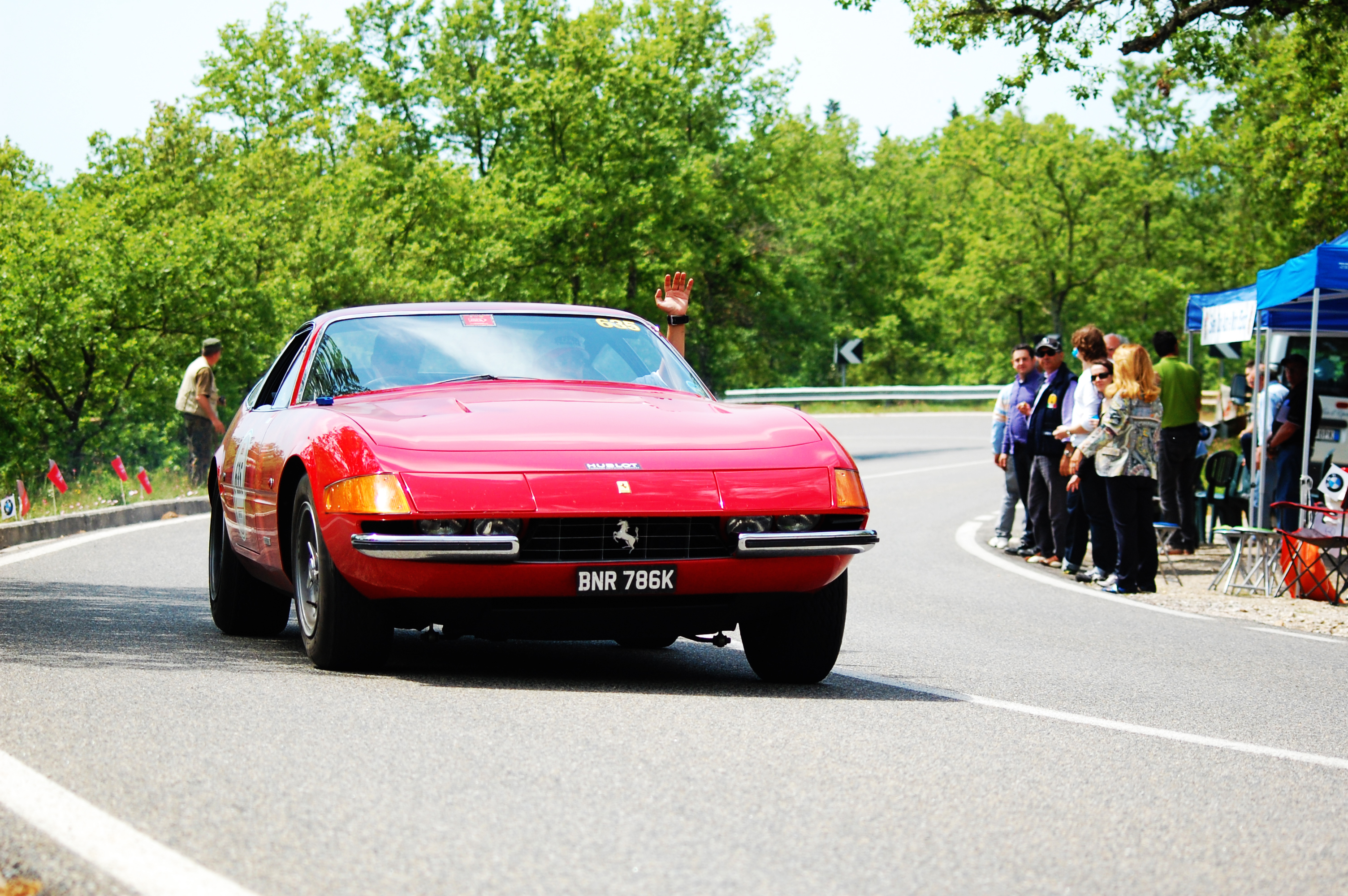
Ferrari 365 Daytona
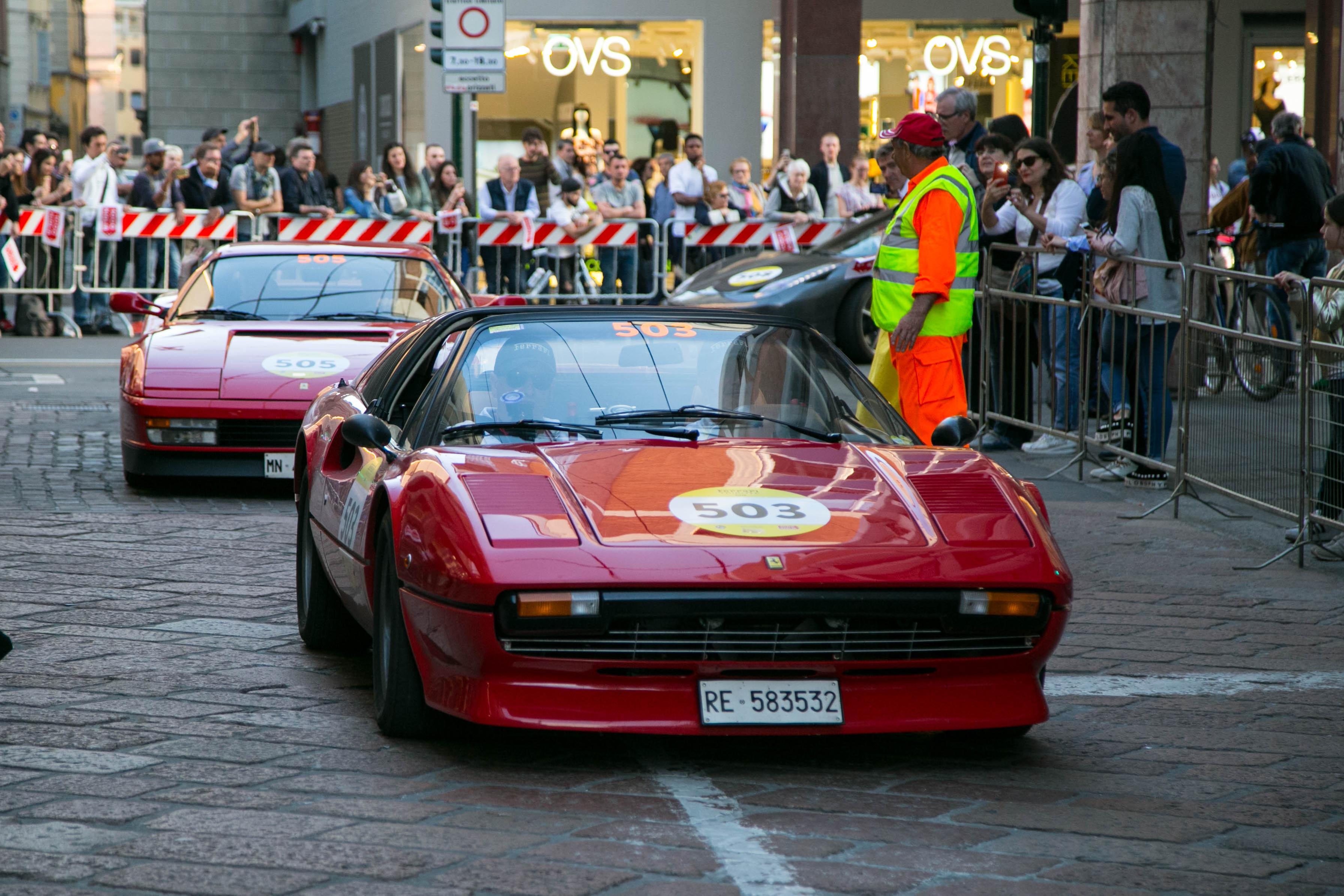
Ferrari 308 GTS
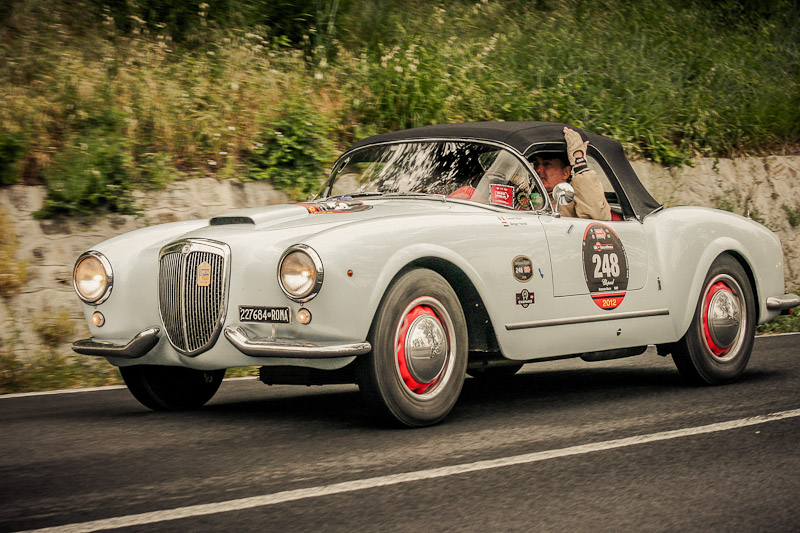
Lancia Aurelia B24 Spider
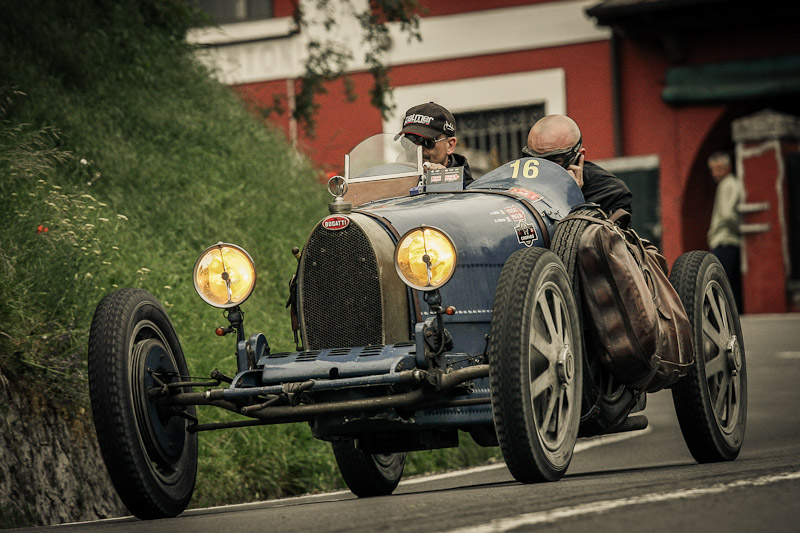
Bugatti Type 37
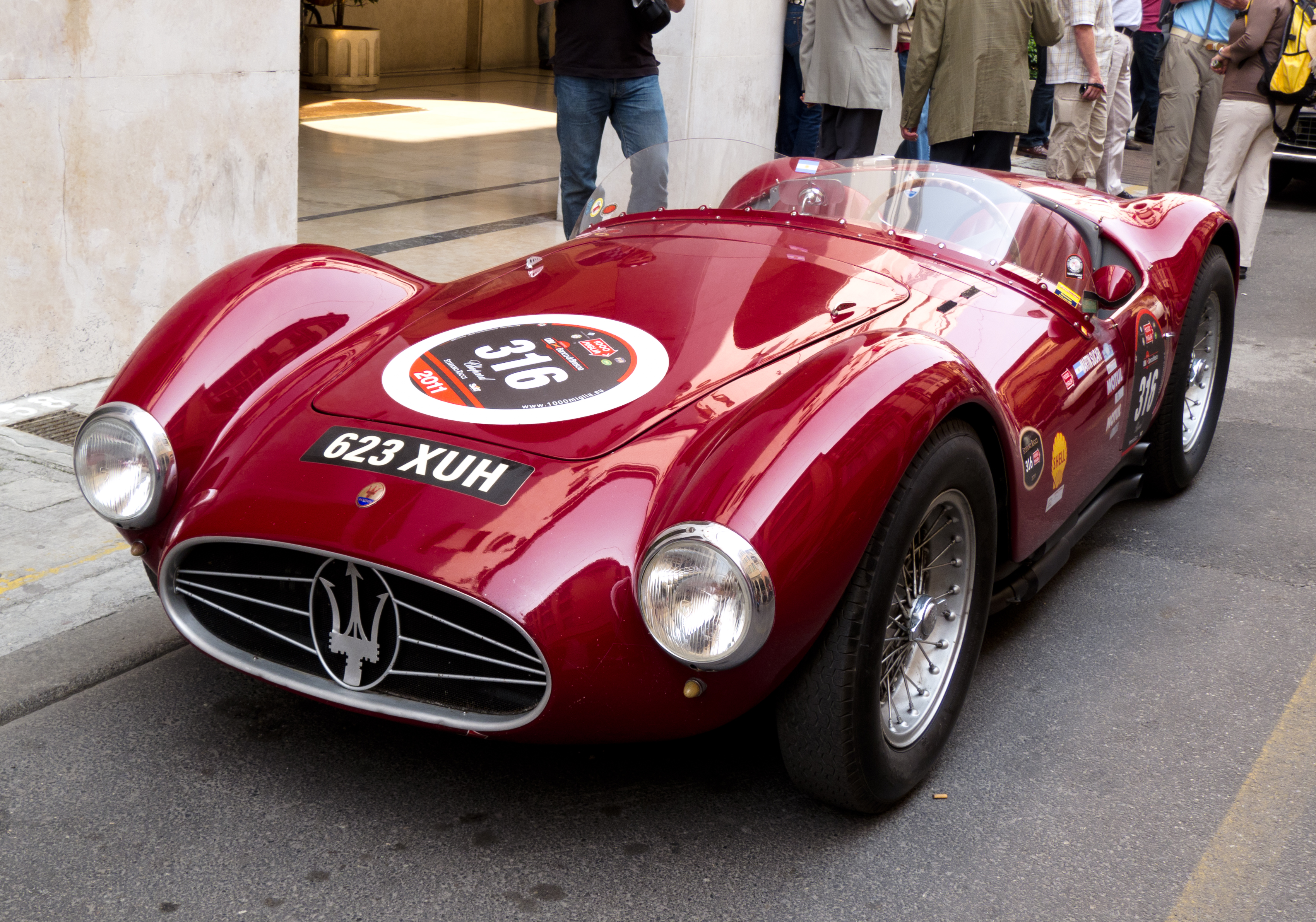
Maserati A6 GCS
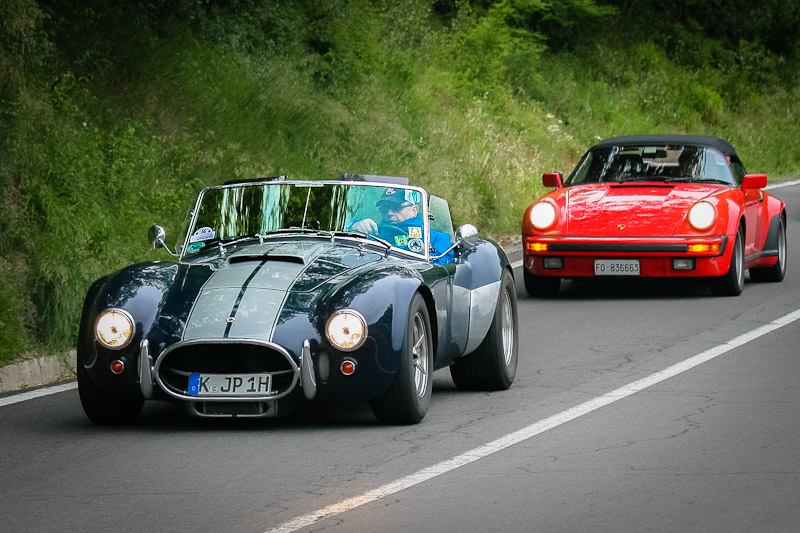
AC Cobra
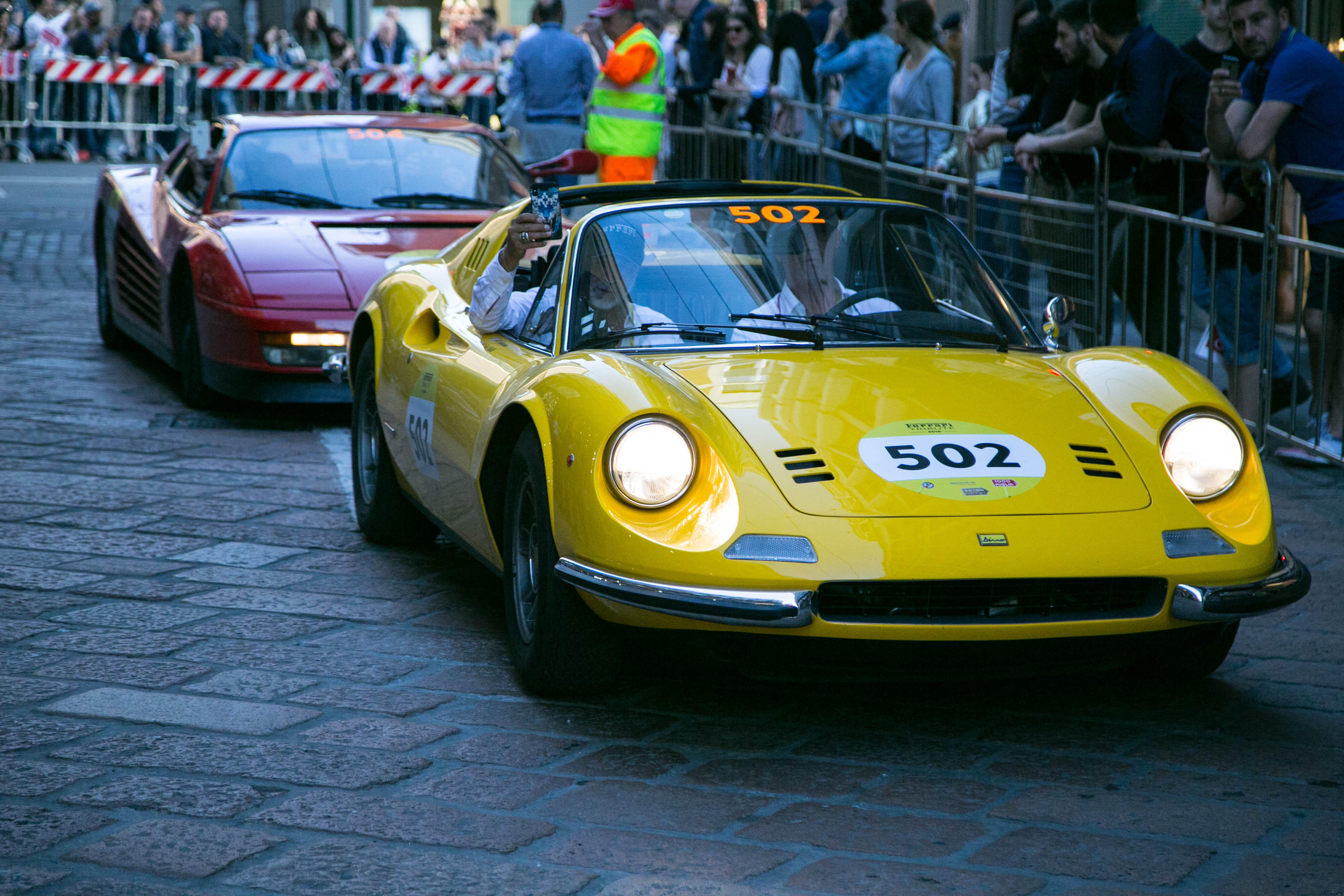
Dino 246 GT et Ferrari Testarossa

## Musée Mille Miglia

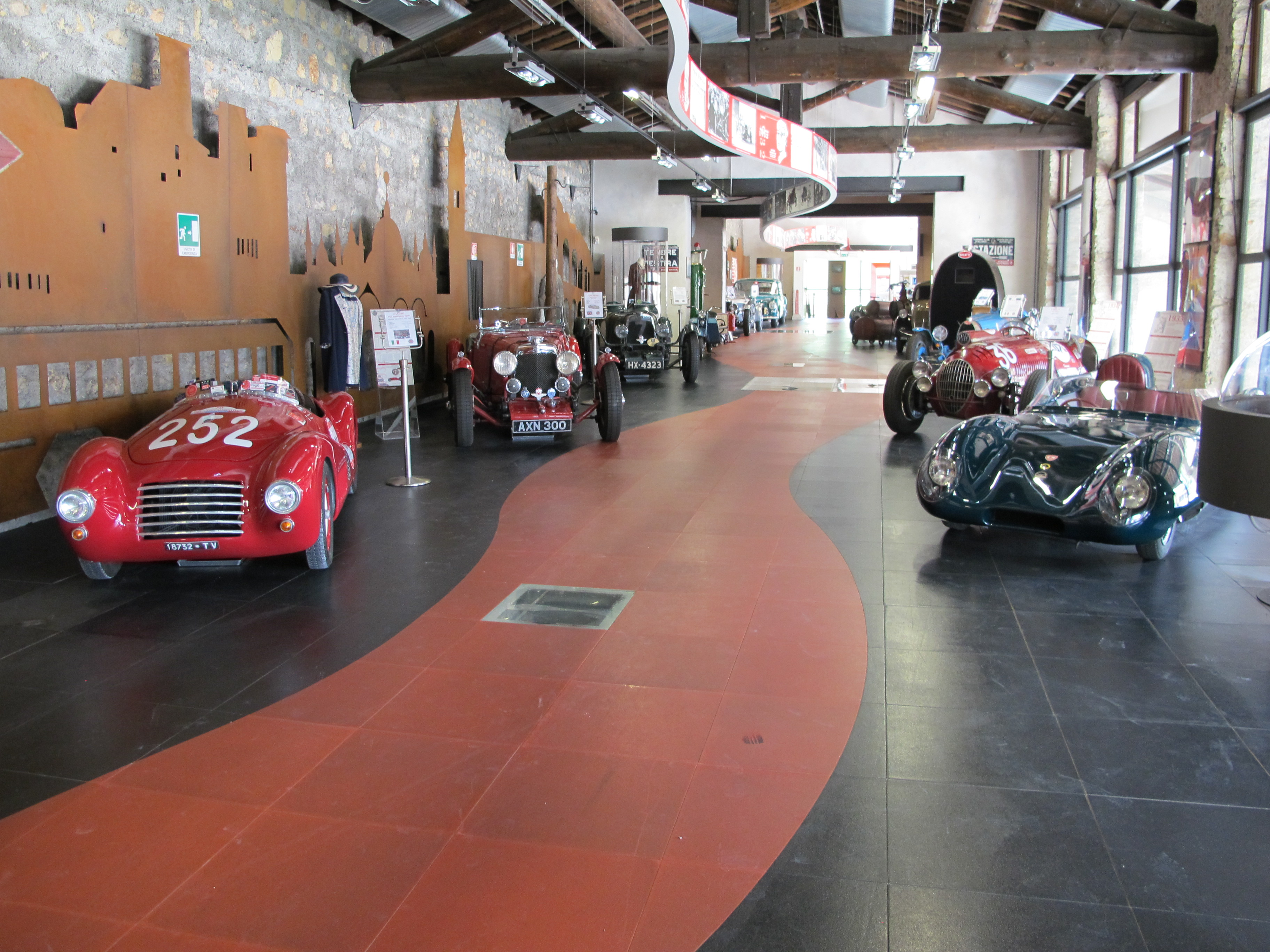
Museo Mille Miglia de Brescia

Un musée de l'automobile Museo Mille Miglia est également créé à partir de 1996 dans un ancien monastère de Brescia, inauguré  en 2004.

## Quelques autres compétitions historiques
- Le Mans Classic
- Louis Vuitton Classic
- Festival de vitesse de Goodwood
- Course de voitures anciennes Londres-Brighton
- Tour de France automobile et Tour Auto Optic 2000
- Rolex Monterey Motorsports Reunion de la Monterey Car Week en Californie